# Place Alice-Mathieu-Dubois
La place Alice Mathieu-Dubois est une voie parisienne située dans le 13e arrondissement de Paris, en France.

## Situation et accès
La place est située dans le quartier de la  Maison-Blanche, à l'intersection des rues de la Santé et de la Glacière.

## Origine du nom
La place rend hommage à Alice Mathieu-Dubois (1861–1942), médecin française.

## Historique
Par délibération du 6 juin 2025, la voie prend la dénomination de « Place Alice Mathieu-Dubois ».